# 2011年格雷羅州地震
2011年格雷羅州地震於當地時間5月5日上午8時24分（协调世界时下午1時24分）在墨西哥南部發生，其矩震級為5.7級。震央位於格雷羅州奧梅特佩克以西，震源深度為24公里，許多鄰近地區都有輕微的震感。
墨西哥城的建築物隨着地震而搖晃，人們因而疏散，並引起許多人的恐慌。地震發生後，基於安全原因，警方在城市街道上巡邏，並對受影響地區進行損失評估。是次地震並無造成人員傷亡，但當地兩座警察局受到輕微損毀。在主震之後發生多次輕微餘震，其中最強一次的餘震震級為黎克特制4.1級。

## 地質背景
這場矩震級5.7級的地震發生在墨西哥南部海岸附近的內陸，震源深度為24公里，持續時間近一分鐘，震央位於格雷羅州奧梅特佩克以西約55公里處。在該區，科科斯板块、北美洲板塊和加勒比板块匯聚在一起，形成一個持續地震活動的構造帶。此次地震發生在格雷羅州地震空区的東緣附近，該空區從阿卡普尔科延伸至伊斯塔帕-錫瓦塔內霍，蘊含的地震能量足以產生7.5級地震，但這次地震並未導致該空區破裂。美國地質調查局（USGS）起初估計其強度為矩震級5.8級，墨西哥国家地震局錄得的地震強度為里氏5.5級。
由於地震不算強烈，僅在科斯塔奇卡的部份地區感受到強烈震動，阿佐尤錄得修訂麥加利地震烈度為VI度（強），震央四周人口稠密地區的烈度為V度（中等）。格雷羅州的大部分地區，包括阿卡普爾科和奇爾潘辛戈，都觀測到較輕微的地面震動（烈度III至IV度），據報在距離震央約300公里的墨西哥城，也有微弱的震動（烈度II度）。首都所在的前湖床大部分是鬆散的沉積層，因此在其附近產生的地震震動通常會被擴大。
儘管本次地震強度相對較高，但專家報告指，如此震級的地震釋放的地震能量並不足以阻止該地区后续再次發生大地震。事實上，每年需要發生大約900次與這次地震強度相近的地震才能抵銷一場7.5級地震所釋放的能量。許多當地人認為最近的地震發生頻率明顯增加，但當時地震學家在該區錄得的地震活動屬正常水平。在兩年前（2009年），格雷羅州阿卡普尔科附近發生了一場強度相似的矩震級5.8級地震，震源深度為35公里，並造成至少兩人死亡，被認為是這次地震的前震。

## 震害情况
儘管地面震動相對較強，但對該區造成的損失非常有限；震央四周的建築物結構相當脆弱，但仍能抵抗地震的震動。為了安全起見，格雷羅州內幾所學校的師生被逼疏散。阿卡普爾科因地震及其餘震而導致間歇性停電；到翌日，約40個地區的40,000多戶住宅仍然停電。儘管位於阿卡普爾科和馬奎利亞的兩座警察局受到輕微損壞，但地震過後並無重大損失或死亡的報導。
在地震波到達墨西哥城之前，格雷羅州海岸附近的十二個地震傳感器中有七個檢測到「可能發生重大地震」。該區隨後啟動預警系統，給當地人至少50秒的時間來保護自己。地震發生後不久，當局派遣五架直升機來確定地震所造成的損失。墨西哥公共安全秘書處的官員和3,000多名警察在城市街道上巡邏，以作安全。為了應對地震的發生，聯邦特區宣佈在當地學校、醫院和辦公室安裝50,000個地震警報器。聯邦特區亦計劃對建築物結構狀況重新進行評估，特別是該州地震多發的地區，約181.7萬名政府工作人員在翌日參加地震模擬演習。

## 餘震
截至5月6日，震央附近共發生五次輕微餘震。在這五次餘震中，第一次餘震在主震發生後約15分鐘發生，震級為黎克特制3.7級，隨後於當地時間上午10時09分發生另一次黎克特制3.9級的餘震。翌日，該區發生兩次震級相近的輕微餘震。然而，最強烈也是最後一次餘震發生在凌晨4時正，震級為黎克特制4.1級。

## 外部連結
- Video – 視頻——CNN 墨西哥新聞報導 （页面存档备份，存于） （西班牙語）
- The International Seismological Centre has a bibliography and/or authoritative data for this event.